# Riom
Riom (okcitansko Riam) je naselje in občina v francoski regiji Auvergne, podprefektura departmaja Puy-de-Dôme. Leta 1999 je naselje imelo 18.548 prebivalcev.

## Geografija
Kraj leži v osrednji francoski pokrajini Auvergne 15 km severno od Clermont-Ferranda.

## Administracija
Riom je sedež dveh kantonov:
- Kanton Riom-Vzhod (del občine Riom, občine Cellule, Châtelguyon, Le Cheix, Ménétrol, La Moutade, Pessat-Villeneuve, Saint-Bonnet-près-Riom: 10.540 prebivalcev),
- Kanton Riom-Zahod (del občine Riom, občine Châteaugay, Enval, Malauzat, Marsat, Mozac, Volvic, 25.341 prebivalci).

Naselje je prav tako sedež okrožja, v katerega so poleg njegovih dveh vključeni še kantoni Aigueperse, Combronde, Ennezat, Manzat, Menat, Montaigut, Pionsat, Pontaumur, Pontgibaud, Randan in Saint-Gervais-d'Auvergne s 109.659 prebivalci.

## Zgodovina
Riom, sprva galska naselbina, se je v rimskem obdobju imenoval Ricomagus. V 10. stoletju je kraj začel rasti okoli cerkve sv. Amabilisa, lokalnega svetnika. Kot sedež vojvodov Auvergna je leta 1531 skupaj s provinco Auvergne prešel pod francosko krono in vse do francoske revolucije ostal njeno glavno mesto.
Leta 1942 je bil Riom prizorišče sodnega procesa s strani Vichyjske vlade proti voditeljem francoske Tretje republike za francoski poraz proti Nemčiji leta 1940.

## Znamenitosti
Riom je od leta 1985 na seznamu francoskih umetnostno-zgodovinskih mest.
- Bazilika Saint-Amable
- cerkev Notre-Dame-du-Marthuret,
- zvonik La tour de l'Horloge.

## Pobratena mesta
- Adur, West Sussex (Anglija, Združeno kraljestvo),
- Algemesi (Španija),
- Nördlingen (Nemčija),
- Viana do Castelo (Portugalska),
- Zywiec (Poljska).